# 小畠永明
小畠 永明（こばたけ ながあき）は、安土桃山時代の武将。丹波国の国人。

## 略歴
小畠氏は丹波国船井郡宍人（現在の京都府南丹市）を本拠とする土豪。出羽国出身と伝えられ、15世紀前半、北野社松梅院の雑掌として北野社領である船井荘宍人に赴任した。永禄8年（1565年）10月には波多野氏の被官とみられる荒木貞高から小畠氏8名が知行を安堵されており、同年、荻野直正とともに内藤宗勝を攻める波多野氏に小畠氏も味方したものと考えられる。
天正3年（1575年）6月、丹波攻略のため明智光秀の派遣を決めた織田信長からその案内者となるよう要請された相手として、小畠左馬助（永明）の名が現れる。この頃の永明はまだ若かったらしく、信長は永明の兄・常好に対し「若年」の永明を補佐するよう伝えている（「小畠文書」）。信長はこの恩賞として、永明には多紀郡内、常好には小畠氏の本拠である船井郡内の土地を挙げており、本貫地を守る兄・常好と、光秀軍に加わる永明とで動向が分かれていたとみられる。
天正3年（1575年）7月、宇津氏への攻撃のため、鋤や鍬など土木普請の道具を持ち参陣するよう明智光秀から命じられた。同年8月、光秀は越前一向一揆制圧のため丹波を離れているが、その間、永明は宇津攻撃に携わったとみられ、それに伴い負傷している。同年9月、光秀から傷を気遣う文が送られており、与力となった丹波の土豪たちに対して光秀が気を遣っていた様子がうかがえる。
丹波に入った当初、光秀は余部城（亀岡市）を拠点としており、永明は宍人近隣の土豪である田中氏からの人質を余部へ連行するよう命じられている。また、永明や長沢（中沢）又五郎ら丹波国衆は、本願寺攻めに伴う森河内（大阪府東大阪市）への出陣や、余部に代わって光秀の拠点となる亀山（亀岡市）での土木工事などを行った。
天正4年（1576年）5月には、明智光秀は病に臥せっており、永明は見舞いの書状を送っている。
天正6年（1578年）9月からは波多野秀治の居城・八上城（兵庫県丹波篠山市）への攻囲が行われ、永明はそれに伴って築かれた陣城を守った。また八上城と赤井氏・荻野氏の黒井城の分断を図るため、金山城（丹波篠山市、丹波市）と国領城（丹波市）の普請を命じられた。
翌天正7年（1579年）1月、八上城の包囲がより厳重になる中、波多野方は攻勢へと出、明智方の陣のある「籠山」へと取り掛かった。この時の戦いにより、永明は討死した。
永明の戦死について触れた書状には明智越前守の略称である「明越」とあり、永明が明智の名字を与えられていたことが分かる。
永明の戦死を受け、光秀は永明の嫡男・伊勢千代丸が13歳になるまでの名代に近隣の土豪とみられる森村左衛門尉を指定し、後に伊勢千代丸が家督を継承することを保証した。また伊勢千代丸にも永明同様、明智の名字が与えられている。
その後、死去した永明に代わって、兄の常好が八上城攻囲に参陣し、天正7年（1579年）6月、八上城は陥落した。
光秀滅亡後の天正10年（1582年）7月、常好の子・正明や常好の叔父・永好らが羽柴秀吉に当知行起請文を提出し、秀吉に服属している。元和5年（1619年）に小出吉親が園部陣屋に移封してくると小畠氏はそれに従い、後に園部藩士となった。